# Jonas Gerstung
Jonas Gerstung (* 13. August 1993 in Berlin) ist ein deutscher Eishockeyspieler.

## Werdegang
Der Abwehrspieler begann seine Karriere im Nachwuchsbereich der Eisbären Juniors Berlin und spielte dort zwischen 2008 und 2012 in der Deutschen Nachwuchsliga. Ab 2009 machte er seine ersten Spiele im Seniorenbereich für FASS Berlin, zunächst in der viertklassigen Regionalliga Ost und dann in der drittklassigen Oberliga Nord. Ab 2012 gehörte er dann fest zum Seniorenkader der Berliner. Ein Jahr später wechselte Jonas Gerstung zu den Lausitzer Füchsen in die DEL2, wo er während der Saison 2014/15 zum Stammspieler avancierte. Von 2015 bis 2017 spielte Gerstung für den Ligarivalen EC Bad Nauheim und in der Saison 2017/18 für die Bayreuth Tigers. Mit den Bayreuthern stieg Gerstung zunächst sportlich ab, jedoch verblieb der Verein in der Liga, weil dem SC Riessersee die Lizenz verweigert wurde. Zur Saison 2018/19 wechselte Jonas Gerstung zum Oberligisten Saale Bulls Halle, bevor er ein Jahr später zum Ligarivalen Rostock Piranhas weiterzog. Während der Saison 2020/21 war Gerstung dort Mannschaftskapitän. Im Sommer 2022 wechselte er erneut innerhalb der Oberliga Nord und schloss sich dem Herforder EV an, wo er auch das Amt des Mannschaftskapitäns übernahm.
Jonas Gerstung absolvierte insgesamt 273 Spiele in der DEL2 und erzielte dabei elf Tore.